# Ceriscoides
Ceriscoides é um género botânico pertencente à família Rubiaceae.